# 鈴木則子 (中国残留婦人)
鈴木 則子（すずき のりこ、1928年12月19日-2011年1月26日）は、元中国残留婦人。NPO法人「中国帰国者の会」を設立、亡くなるまで会長を務めた。2011年、肺がんのため死去。享年82歳。

## 来歴
東京生まれ。実家は、東京・京橋で4代続く青物問屋。

### 渡満
1943年7月、旧制日本橋高女在学中、家族とともに中国東北部（旧満州）に開拓団として渡った。参加したのは転業開拓団である仁義仏立講開拓団。入植地は、ソ連と満州の国境地帯である（旧満州）興安南省・哈拉黒（ハラヘイ）であり、ノモンハン事件の場所に近かった。

### 逃避行
逃げる際、脚に銃弾の破片が入り、その後、崖から突き落とされて股関節脱臼した。
意識を失って倒れていた時、中国人の人買いに捕まった。「３年間、奴隷でした」と話す。新中国の成立で、その人買いは逮捕され、死刑となった。その際、被害者としての証言を求められ、後に「敵であった日本人を差別しない新政府の態度に目を開かれたのです」と語っている。

### 帰国後
その後、中国人男性と結婚。1978年に帰国した。1982年、「中国帰国者の会」を設立し、会長に就いた。1988年、東京弁護士会第3回人権賞を受賞（個人と団体として）。

### 損害賠償
2001年末、帰国支援などを怠ったとして、国に損害賠償を求めて提訴した。

## エピソード
- 「日本人でも中国人でも人として正しいことをするのが大切」が5人の子どもへの口癖だった[2]。